# 프리츠 (과자)

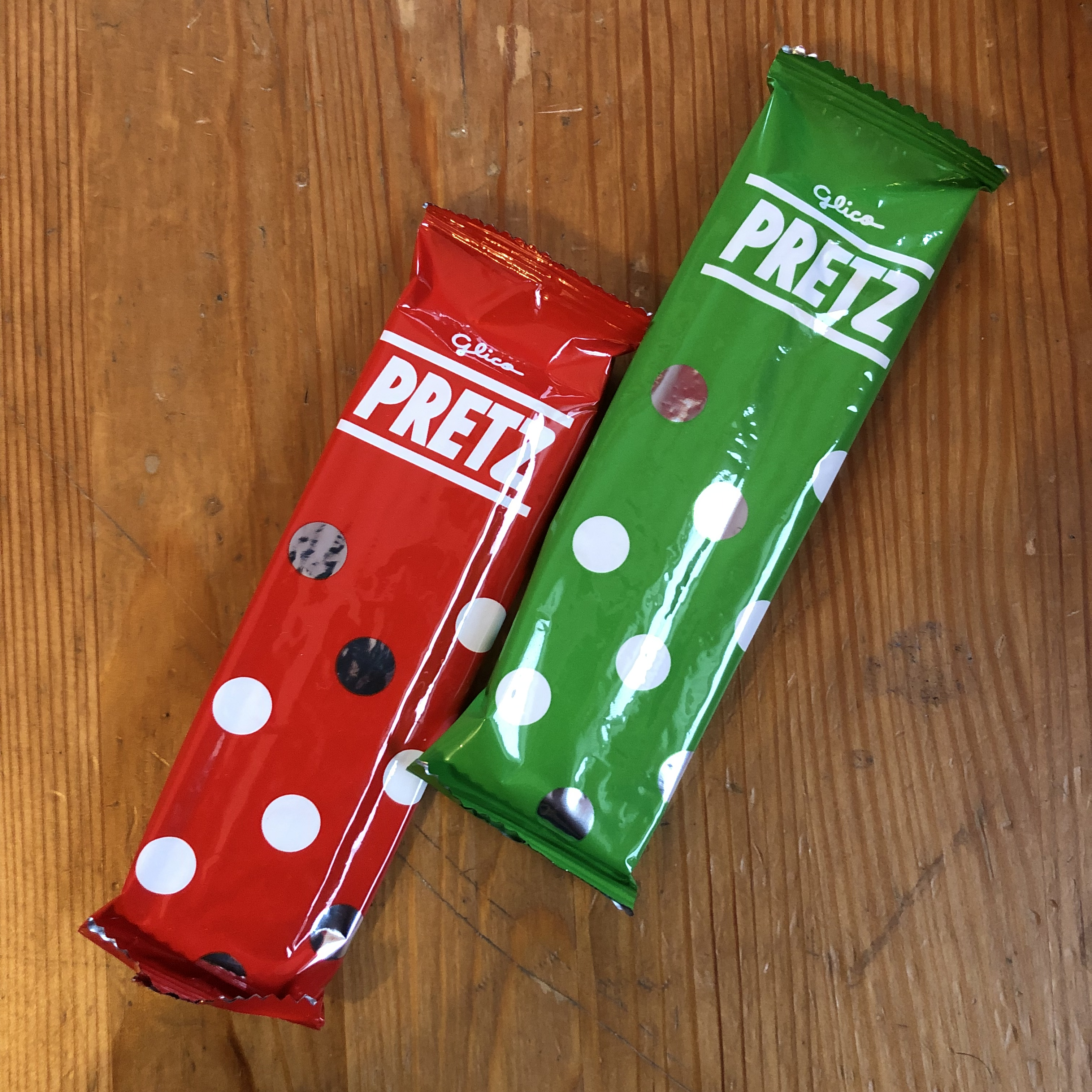
로스트(빨강), 샐러드(녹색)

프리츠(일본어: プリッツ, 영어: Pretz)는 에자키 글리코가 출시하는 과자 브랜드이다. 글리코 사의 다른 과자 제품인 포키처럼 프리츠도 길쭉한 막대 모양에 프레첼과 비슷한 모습을 띠고 있다. 다만 퍼지에 담가 맛을 입힌 포키와는 달리 양념을 뿌려 맛을 냈다는 차이점이 있다.
프리츠는 레귤러, 키즈, 자이언트의 세 가지 사이즈에 여러 가지 종류로 판매되고 있다. 레귤러가 일반적인 사이즈이며 일부 종류는 자이언트 사이즈로만 판매된다. 키즈 사이즈는 소형 프리츠로 아이들이 좋아할 만큼 단맛이 더욱 첨가됐다. 또 만화 캐릭터가 패키지에 그려져 있다. 더블 프리츠는 하나의 스틱에 두 개의 맛이 반반씩들어간진 것이며, 미츠 와인은 치즈맛이 프리츠로 와인과 함께 먹으면 더욱 좋다는 뜻에서 붙여진 이름이다.
한국의 '구운감자'와 비슷하며, 빼빼로 누드와도 비슷한 모양을 띄고 있다. 2016년부터는 해태제과에서 라이선스 등록으로 세 가지 맛이 생산되고 있다.

## 같이 보기
- 포키
- 포키 & 프리츠의 날